# Barry Watson
Michael Barret Watson, detto Barry (Traverse City, 23 aprile 1974), è un attore statunitense.
Barry è meglio conosciuto per i suoi ruoli di Matt Camden in Settimo cielo e di Brian Davis in A proposito di Brian.

## Biografia
Barry è nato a Traverse City, nel Michigan nel 1974. La sua famiglia si trasferì a Dallas, Texas quando lui aveva otto anni dove qualche anno dopo Barry trovò lavoro come modello. All'età di quindici anni, si trasferì a Burbank, (California) dove trovò presto un lavoro nella soap opera I giorni della nostra vita. In seguito, Barry tornò in Texas dove si diplomò nel 1992 alla Richardson High School a Richardson.
All'età di 19 anni, Barry si trasferì a Los Angeles dove lavorò come posteggiatore d'auto in un nightclub House of Blues. In seguito ottenne una piccola parte nella serie televisiva di Aaron Spelling Malibu Shores. La figlia di Spelling, Tori Spelling, gli presentò la sua prima moglie, Laura Payne-Gabriel.
Nel maggio 2002 a Barry viene diagnosticato un linfoma di Hodgkin ed è così costretto ad abbandonare momentaneamente la serie televisiva Settimo cielo per seguire le cure. Nell'aprile 2003, annunciò la sua guarigione e tornò ad apparire nella serie a partire dall'episodio #150.
Barry interpretò anche il ruolo di Luke in Killing Mrs. Tingle nel 1999 ed è apparso nel ruolo di Dave/Daisy (uno dei tre protagonisti) nella commedia del 2002 Sorority Boys.

### Vita privata
Dal 1997 al 2002 è stato sposato con Laura Payne-Gabriel. Nel 2003 inizia una relazione con Tracy Hutson con cui è stato sposato dal 2006 al 2011, e con cui ha avuto due figli, Oliver, nato il 2 maggio 2005 e Felix, nato il 13 novembre 2007. Il 30 maggio 2012 diventa padre per la terza volta di Clover Clementyne, avuta da Natasha Gregson Wagner con cui convola a nozze il 21 dicembre 2014.

## Filmografia

### Cinema
- Killing Mrs. Tingle (Teaching Mrs. Tingle) (1999)
- Un giorno rosso sangue (When Strangers Appear) (2001)
- Ocean's Eleven - Fate il vostro gioco (Ocean's Eleven) (2001) – non accreditato
- Sorority Boys, regia di Wallace Wolodarsky (2002)
- Love on the Side, regia di Vic Sarin (2004)
- Boogeyman - L'uomo nero (Boogeyman), regia di Stephen Kay (2005)
- Chateau Meroux - Il vino della vita (The Chateau Meroux), regia di Bob Fugger (2011)
- L'ora dolce dell'amore (An Hour Behind), regia di Brian Brough (2017)
- Un viaggio a quattro zampe (A Dog's Way Home), regia di Charles Martin Smith (2019)

### Televisione
- Il tempo della nostra vita (Days of Our Lives) – serial TV (1990)
- Una donna in crescendo (Attack of the 50 Ft. Woman) – film TV (1993)
- Mio marito è innocente (Fatal Deception: Mrs. Lee Harvey Oswald) – film TV (1993)
- La tata (The Nanny) – serie TV, 1 episodio (1994)
- Sister, Sister – serie TV, 2 episodi (1995)
- Malibu Shores – serie TV, 5 episodi (1996)
- Nash Bridges – serie TV, 1 episodio (1996)
- Ragazza squillo (Co-ed Call Girl), regia di Michael Ray Rhodes – film TV (1996)
- Baywatch – serie TV, 1 episodio (1996)
- Settimo cielo (7th Heaven) – serie TV, 153 episodi (1996-2007)
- A proposito di Brian (What About Brian) – serie TV, 24 episodi (2006-2007)
- Samantha chi? (Samantha Who?) – serie TV, 35 episodi (2007-2009)
- Drop Dead Diva – serie TV, 1 episodio (2010)
- Un fidanzato venuto dal futuro (My Future Boyfriend), regia di Michael Lange – film TV (2011)
- Gossip Girl – serie TV, 6 episodi (2012)
- Un'estate da ricordare (Kiss at Pine Lake), regia di Michael Scott – film TV (2012)
- Hart of Dixie – serie TV, 5 episodi (2014)
- Date My Dad – serie TV, 10 episodi (2017)
- Un Natale molto Bizzarro - film TV, regia di Colin Theys (2018)
- The Loudest Voice - Sesso e potere (The Loudest Voice) – miniserie TV, 3 puntate (2019)
- Highway to Heaven - film TV, regia di Stacey K. Black (2021)
- Naomi – serie TV (2022-in corso)

## Doppiatori italiani
- Alessandro Quarta in Killing Mrs. Tingle, Gossip Girl, Chateau Meroux - Il vino della vita, Un Natale molto bizzarro
- Massimiliano Manfredi in Settimo cielo, Samantha Chi?
- Giorgio Borghetti in A proposito di Brian, Un fidanzato venuto dal futuro
- Massimo Triggiani in The Loudest Voice - Sesso e potere
- Luca Mannocci in Un viaggio a quattro zampe
- Roberto Gammino in Boogeyman - L'uomo nero
- Francesco Pezzulli in Un'estate da ricordare
- Alessio Cigliano in Drop Dead Diva
- Riccardo Rossi in Hart of Dixie
- Marco Vivio in Sorority Boys